# 武昌郡
武昌郡，三国到隋朝的郡。

## 建置沿革
漢獻帝建安二十六年（221年），孫權自公安都鄂，改鄂縣為武昌縣，分江夏郡之武昌、陽新、沙羡、下雉四縣，豫章郡之柴桑縣，廬江郡之尋陽縣立武昌郡，屬荊州，治武昌县（今湖北省鄂州市）。不久，孫權改武昌郡為江夏郡。
晉武帝太康元年（280年），滅吳，改吳之江夏郡為武昌郡，復立鄂縣，而武昌如故。太康中，武昌郡領七縣：武昌、柴桑、陽新、沙羨、沙陽、鄂、官陵，包括今湖北省长江以南，嘉鱼县、咸宁县、通山县以东、江西省九江市、瑞昌市等地。晉惠帝永興元年（304年），立尋陽郡，柴桑縣改屬尋陽郡。後省併官陵縣。晉孝武帝太元三年（378年），省併沙陽縣。宋文帝元嘉十六年（439年），沙陽縣改屬巴陵郡。宋孝武帝孝建元年（454年），分荊州立郢州，武昌郡改屬郢州。南齊時，析置義寧、真陽二縣。梁武帝時，設立雙頭郡西陽武昌二郡。
隋文帝开皇九年（589年），滅陳，廢武昌郡，以郢州改置鄂州。

## 人口
- 晉武帝太康三年（282年），武昌郡有14800戶。[3]
- 宋孝武帝大明八年（464年），武昌郡有2546戶，11411口。[2]

## 行政長官

### 武昌太守（221年—？）
- 士廞，蒼梧廣信人，吳大帝時在任。[7]

### 武昌太守（280年—324年）
- 褚洽，河南阳翟人，西晉時在任。[8]
- 劉根，晉惠帝太安二年（303年）遇害。[9]
- 熊遠，字孝文，豫章南昌人，晉懷帝永嘉中領。[10]
- 馮逸，晉懷帝永嘉中在任。[11]
- 陶侃，尋陽柴桑人，晉愍帝建興中在任。[12]
- 趙誘，字元孫，淮南人，晉元帝建武元年（317年）戰死。[13]
- 王諒，字幼成，丹楊人，晉元帝太興元年（318年）在任。[14]
- 周撫，字道和，汝南安城人，晉明帝永昌元年（322年）離任。[11]

### 武昌太守（324年—452年）
- 劉詡，晋成帝咸和五年（330年）離任。[15]
- 桓宣，譙國銍人，晋成帝咸和五年（330年）出任。[15]
- 陳囂，晋成帝咸康五年（339年）離任。[16]
- 陶茂，尋陽柴桑人，東晉時在任。[17]
- 熊鳴鵠，豫章南昌人，東晉時在任。[10]
- 謝恩，或名思，字景伯，陳郡陽夏人，東晉時在任。[18]
- 徐彥則，東晉時在任。[19]
- 庾楷，潁川鄢陵人，晉安帝隆安中在任。[20]
- 阮長之，字茂景，陳留尉氏人，宋文帝元嘉初在任。[21]
- 蔡興宗，濟陽考城人，宋文帝元嘉後期在任。[22]

### 武昌內史（452年—455年）
- 沈慶之，字弘先，吳興武康人，宋文帝元嘉三十年（453年）假。[23]

### 武昌太守（455年—483年）
- 劉弼，彭城人，宋明帝泰始二年（466年）伏誅。[24]
- 劉琨，彭城人，南朝宋後期在任。[25]
- 王奐，字彥孫，琅邪臨沂人，宋後廢帝元徽中在任。[26]
- 臧煥，東莞莒人，宋順帝昇明二年（478年）棄郡奔沈攸之。[27]
- 丘巨源，蘭陵蘭陵人，齊武帝初除，未之郡。[28]

### 武昌太守（485年—537年）
- 劉靈真，平原人，南朝齊時在任。[29]
- 伏曼容，字公儀，平昌安丘人，齊明帝建武中離任。[30]
- 何遠，字義方，東海郯人，梁武帝天監中在任。[31]
- 夏侯夔，字季龍，譙郡譙人，梁武帝普通七年（426年）離任。[5]
- 蕭恭，字敬範，蘭陵人，梁武帝時在任。[32]

### 武昌太守（552年—582年）
- 周炅，字文昭，汝南安成人，陳武帝永定中到陳文帝天嘉二年（561年）帶。[33]
- 陸山才，字孔章，吳郡吳人，陳文帝天康元年（566年）卒官。[34]

## 國主

### 東晉武昌國（322年—324年）
| 武昌國（322年—324年） |        |    |      |             |      |
| 食邑10000戶           |        |    |      |             |      |
| 代數                  | 封爵   | 謚 | 姓名 | 在位時間    | 備註 |
| 1                     | 武昌公 |    | 王敦 | 322年—324年 |      |
| 有罪，國除            |        |    |      |             |      |

### 南朝宋武昌國（452年—455年）
| 汝陰國（447年—452年）/武昌國（452年—455年）丨食邑2000戶 |                   |    |      |             |              |
| 代數                                                    | 封爵              | 謚 | 姓名 | 在位時間    | 備註         |
| 1                                                       | 汝陰郡王→武昌郡王 |    | 劉渾 | 447年—455年 | 宋文帝第十子 |
| 免為庶人，國除                                          |                   |    |      |             |              |

### 南朝齊武昌國（483年—485年）
| 武昌國（483年—485年）/西陽國（485年—495年）丨食邑2000戶 |                   |    |        |             |              |
| 代數                                                    | 封爵              | 謚 | 姓名   | 在位時間    | 備註         |
| 1                                                       | 武昌郡王→西陽郡王 |    | 蕭子明 | 483年—495年 | 齊武帝第十子 |
| 伏誅，國除                                              |                   |    |        |             |              |

### 南朝梁武昌國（537年—546年）
| 武昌國（537年—546年）\|食邑2000戶 |          |    |      |             |            |
| 代數                              | 封爵     | 謚 | 姓名 | 在位時間    | 備註       |
| 1                                 | 武昌郡王 |    | 蕭𧫷 | 537年—546年 | 蕭統第四子 |
| 無子，國除                        |          |    |      |             |            |

### 南朝陳武昌國（582年—589年）
| 武昌國（582年—589年） |          |    |        |             |                |
| 代數                  | 封爵     | 謚 | 姓名   | 在位時間    | 備註           |
| 1                     | 武昌郡王 |    | 陳叔虞 | 582年—589年 | 陳宣帝第十九子 |
| 陳亡，國除            |          |    |        |             |                |

## 徵引文獻及註釋
1. ↑  《三國志 卷四十七 吳書二 吳主傳第二》
2. 1 2 3  《宋書 卷三十五 志第二十五》
3. 1 2  《晉書 卷十五 志第五 地理下》
4. ↑  《南齊書 卷十五 志第七》
5. 1 2  《梁書 卷二十八 列傳第二十二》
6. ↑  《隋書 卷三十一 志第二十六》
7. ↑  《三國志 卷四十九 吳書四 劉繇太史慈士燮傳第四》
8. ↑  《晉書 卷九十三 列傳第六十三》
9. ↑  《晉書 卷四 帝紀第四》
10. 1 2  《晉書 卷七十一 列傳第四十一》
11. 1 2  《晉書 卷五十八 列傳第二十八》
12. ↑  《晉書 卷六十六 列傳第三十六》
13. 1 2  《晉書 卷六 帝紀第六》
14. ↑  《晉書 卷二十九 志第十九》
15. 1 2  《晉書 卷八十一 列傳第五十一》
16. ↑  《晉書 卷七十三 列傳第四十三》
17. ↑  《晉書 卷九十四 列傳第六十四》
18. ↑  《晉書 卷七十九 列傳第四十九》
19. ↑  《隋書 卷三十五 志第三十》
20. ↑  《晉書 卷八十四 列傳第五十四》
21. ↑  《宋書 卷九十二 列傳第五十二》
22. ↑  《宋書 卷五十七 列傳第十七》
23. ↑  《宋書 卷七十七 列傳第三十七》
24. ↑  《宋書 卷五十一 列傳第十一》
25. ↑  《宋書 卷十 本紀第十》
26. ↑  《南齊書 卷四十九 列傳第三十》
27. ↑  《宋書 卷五十五 列傳第十五》
28. ↑  《南齊書 卷五十二 列傳第三十三》
29. ↑  《梁書 卷五十一 列傳第四十五》
30. ↑  《梁書 卷四十八 列傳第四十二》
31. ↑  《梁書 卷五十三 列傳第四十七》
32. ↑  《梁書 卷二十二 列傳第十六》
33. ↑  《陳書 卷十三 列傳第七》
34. ↑  《陳書 卷十八 列傳第十二》